# Adna Romanza Chaffee
Adna Romanza Chaffee, ameriški general, * 14. april 1842, Orwell, Ohio, † 1. november 1914, Los Angeles.
Njegov sin, Adna Romanza Chaffee mlajši, je bil tudi general Kopenske vojske ZDA.